# Provincia de Zanyán
Zanyán (en persa: زنجان) es una de las 31 provincias de Irán, localizada al noroeste del país. Su capital es Zanyán. La provincia presenta una población de cerca de un millón de habitantes. Tiene una superficie de 21.164 km², que en términos de extensión es similar a las de El Salvador o la provincia de Badajoz, en España.

## Geografía

Condados de Zanyán

La provincia de Zanyán se encuentra rodeada de otras provincias iraníes. Al norte se encuentran las provincias de Azerbaiyán Oriental y Ardabil. Al este se localizan las provincias de Guilán y Qazvín, mientras que al oeste se encuentran Kurdistán y Azerbaiyán Occidental. Finalmente, al sur se localiza la provincia de Hamadán.
- Datos: Q146726
- Multimedia: Zanjan Province / Q146726